# Museo Diocesano de Arte Sacro Santa Apolonia (Venecia)

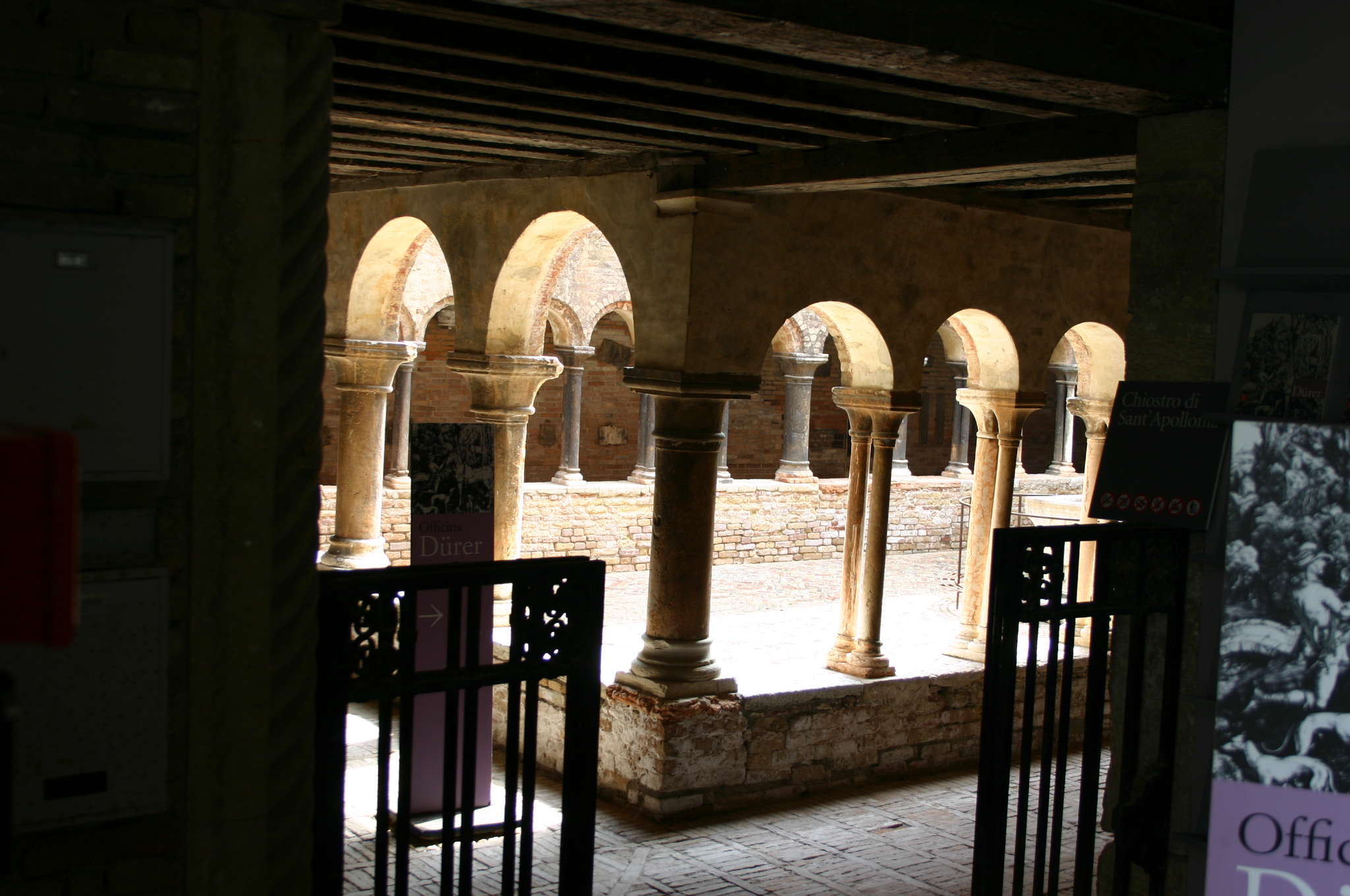
Otra vista del claustro

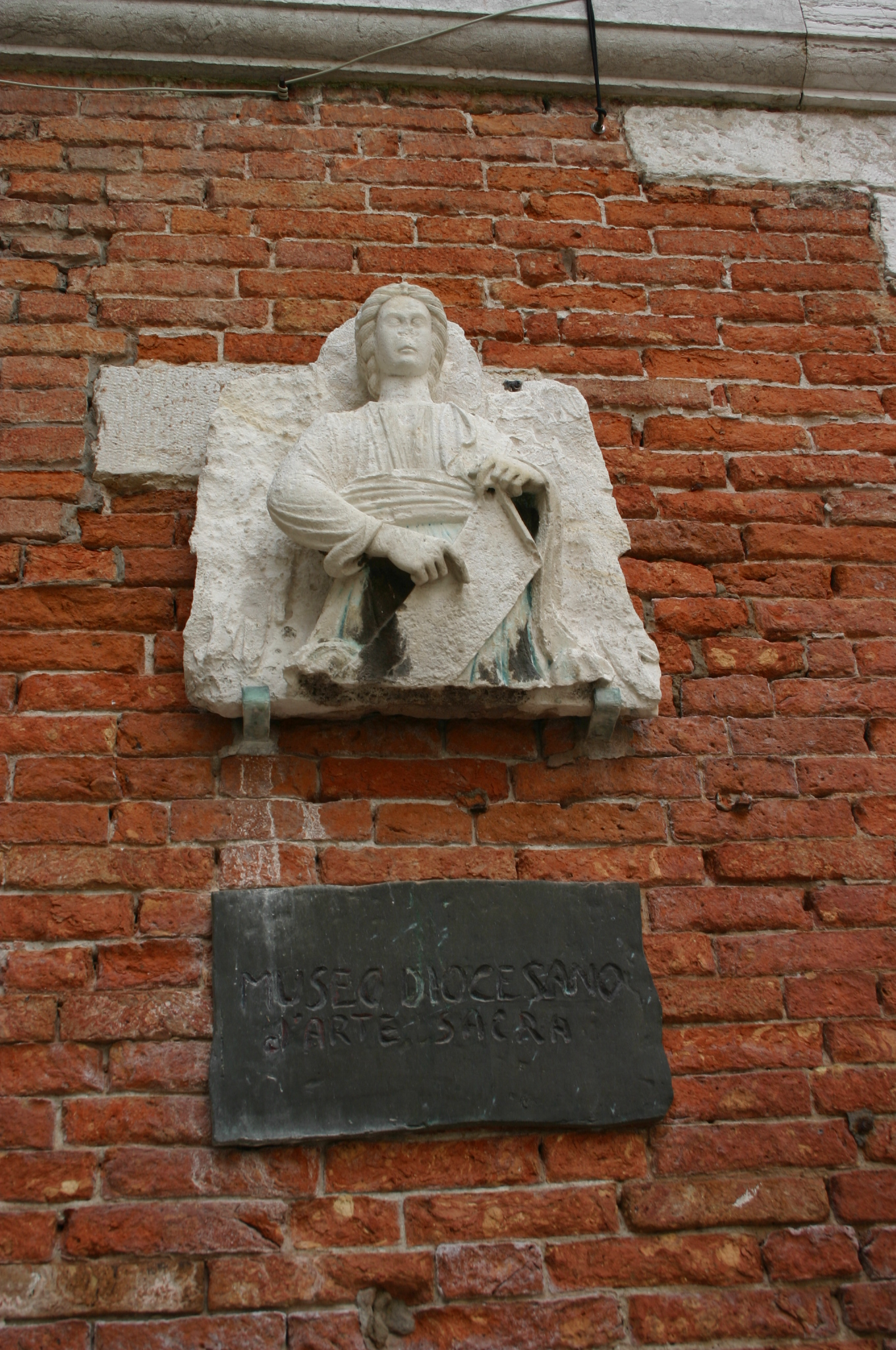
Fragmentos de piedras antiguas del Lapidario marciano

El Museo de Artte Sacro "Santa Apolonia" es un museo de Venecia , fundado por la voluntad del patriarca Albino Luciani , abierto al público en 1977 con motivo de la exposición dedicada a la restauración de los caballos de bronce de la Basílica de San Marcos , e inaugurado oficialmente el 4 de octubre de 1980 . Se encuentra en el que fuese por un tiempo monasterio de los padres benedictinos en la isla Ammiana, cerca de Torcello, ahora desaparecida.

## Obras
El claustro románico , único ejemplo de arte de este tipo en Venecia, da cobijo desde el año 1969 al Lapidario marciano, una colección de fragmentos de piedra romanos, bizantinos y veneciano-bizantinos (siglos IX - X), procedentes principalmente de la antigua basílica de San Marco .
El itinerario del museo se desarrolla en seis secciones expositivas. 

### Pinacoteca
La sección contiene una interesante colección de pinturas, de especial interés:
- San Lorenzo Giustiniani de Il Pordenone ;
- Jesús Cristo Redentor con San Marcos y San Gallo ( siglo XVI ), óleo sobre lienzo, de Jacopo Tintoretto ;
- La expulsión de los mercaderes del templo (segunda mitad del siglo XVII ), óleo sobre lienzo, de Luca Giordano ;
- Masacre de los Inocentes , óleo sobre lienzo, por Jacopo Palma el Joven ;
- La historia de San Saba ( 1593 ), óleo sobre lienzo, de Jacopo Palma el Joven , de la capilla Tiepolo de la Iglesia de Sant'Antonin del sestiere de Castello;
- la Crucifixión, pintado sobre cuero, provenientes de la escuela de Santa Marcuola;
- Descendimiento de Cristo, óleo sobre lienzo, por Gregorio Lazzarini ;
- serie de cuadros con las Historias de San Romualdo ( 1747 ), óleo sobre lienzo, de Jacopo Marieschi, de la isla de San Clemente;
- el estandarte procesional de la Virgen y Jesúa Niño ( 1759 ) de A. Dini;

Es especialmente reseñable el ciclo completo de las obras de la Hermandad de Cristo, cuya sede fue construida en 1644 cerca de la Iglesia deSan Marcuola de Cannaregio. Entre ellos:
- Jesús entre los doctores' de Giambattista Lambranzi ;
- Los retratos de los cofrades ante la Fe o frente a la alegoría de la Iglesia ;
- Transporte de un ahogado con la participación de los cofrades ( 1700 ) de Boranga .

### Orfebrería
El museo tiene una de las colecciones más importantes y más antiguas de platería sagrada compuesta por alrededor de 200 piezas, que datan del siglo XIV al XXI , provenientes de diversas iglesias de Venecia. 

### Obras en madera
El museo cuenta entre sus obras una rica colección de estatuas de madera que data del siglo XIV al XVI. Entre estas destacan:
- la Ancona de San Donato y los devotos ( 1310 ), atribuida a Paolo Veneziano , proveniente de la Iglesia de San Donato en Murano;
- Jesucristo crucificado ( siglo XIV ), madera tallada de la escuela veneciana-tedesca, de la Iglesia de San Giovanni Novo in Oleo;
- Jesucristo crucificado ( siglo XV ), madera tallada, de la Iglesia de San Giovanni Novo in Oleo;
- doseletes de madera (mediados del siglo XVI), madera tallada, de una tienda en Venecia, proveniente de la Basílica di San Marco;
- san Antonio Abad (segunda mitad del siglo XVI), estatua policromada, atribuida a Alessandro Vittoria, de la iglesia de San Antonio.

### Madona vestida
En el Museo Diocesano está presente una notable colección de Madonnas vestidas con hábito de tradición veneciana, muy interesantes desde una perspectiva histórica, artística y social, datadas en los siglos XVII y siglo XVIII . La expresión Madonna vestida indica una tipología iconográfica de estatua de la Virgen María, representada sola o con el Niño Jesús, a menudo abundantemente adornada con lujosas prendas de vestir y tejidos. Entre los ejemplos más interesantes destacan en particular :
- la Virgen del Rosario (siglo XVII), de la Iglesia de Santa Maria Elisabetta del Lido;
- Nuestra Señora del pueblo (primera mitad del siglo XVIII), procedente de la Iglesia de San Geremia;
- Nuestra Señora del Rosario (segunda mitad del siglo XVIII), de la Iglesia de San Martino en Burano.

### Vestiduras sagradas, textiles y manuscritos iluminados
El museo conserva vestiduras sacras, datadas desde el siglo XVIII hasta el XIX , entre los que podemos recordar aquellos que pertenecieron al patriarca Angelo Roncalli que fue elegido Papa como Juan XXIII.
También están expuestos encajes venecianos que datan de los siglos XVI hasta el XVIII , entre ellos:
- un mantel de hilo bordado con aguja, bordado con encaje de bolillos (segunda mitad del siglo XVI).

También se encuentra una importante colección de manuscritos iluminados (corales y leccionarios) que datan de los siglos XIV al XVI, entre ellos:
- una mariegola ( 1363 ), que es una carta constitucional de la corporación.

### Arte contemporáneo
El museo cuenta con cerca de 40 pinturas de arte contemporáneo. La sección fue creada gracias a las donaciones de los artistas que con sus pinturas querían dejar un testimonio en el interior del museo. El tema sagrado es abordado a través de diferentes medios y técnicas mixtas. Desde 1983 el Museo organiza la Bienal de Arte Sacro, fundada en la memoria del pintor Francesco Perotti (1907 - 1955).